# ماسايا ناكامورا
ماسايا ناكامورا (باليابانية: 中村 雅哉)، (مواليد 24 ديسمبر 1925 - 22 يناير 2017) وهو رجل أعمال ياباني أسس شركة نامكو عام 1955م، وحصل على وسام الشمس المشرقة.。 
。

## روابط خارجية
- ماسايا ناكامورا على موقع IMDb (الإنجليزية)
- ماسايا ناكامورا على موقع قاعدة بيانات الفيلم (الإنجليزية)